# Anna Katharina Dorothea von Salm-Kyrburg

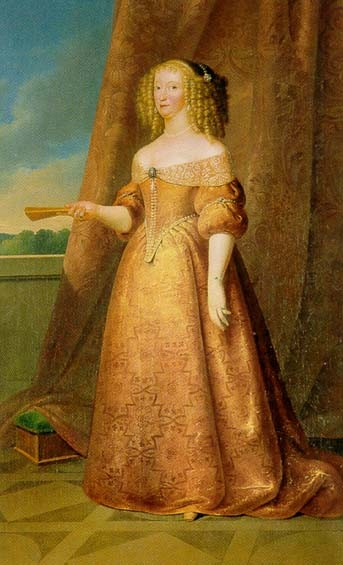
Anna Katharina Dorothea von Salm-Kyrburg, Porträt eines unbekannten Malers

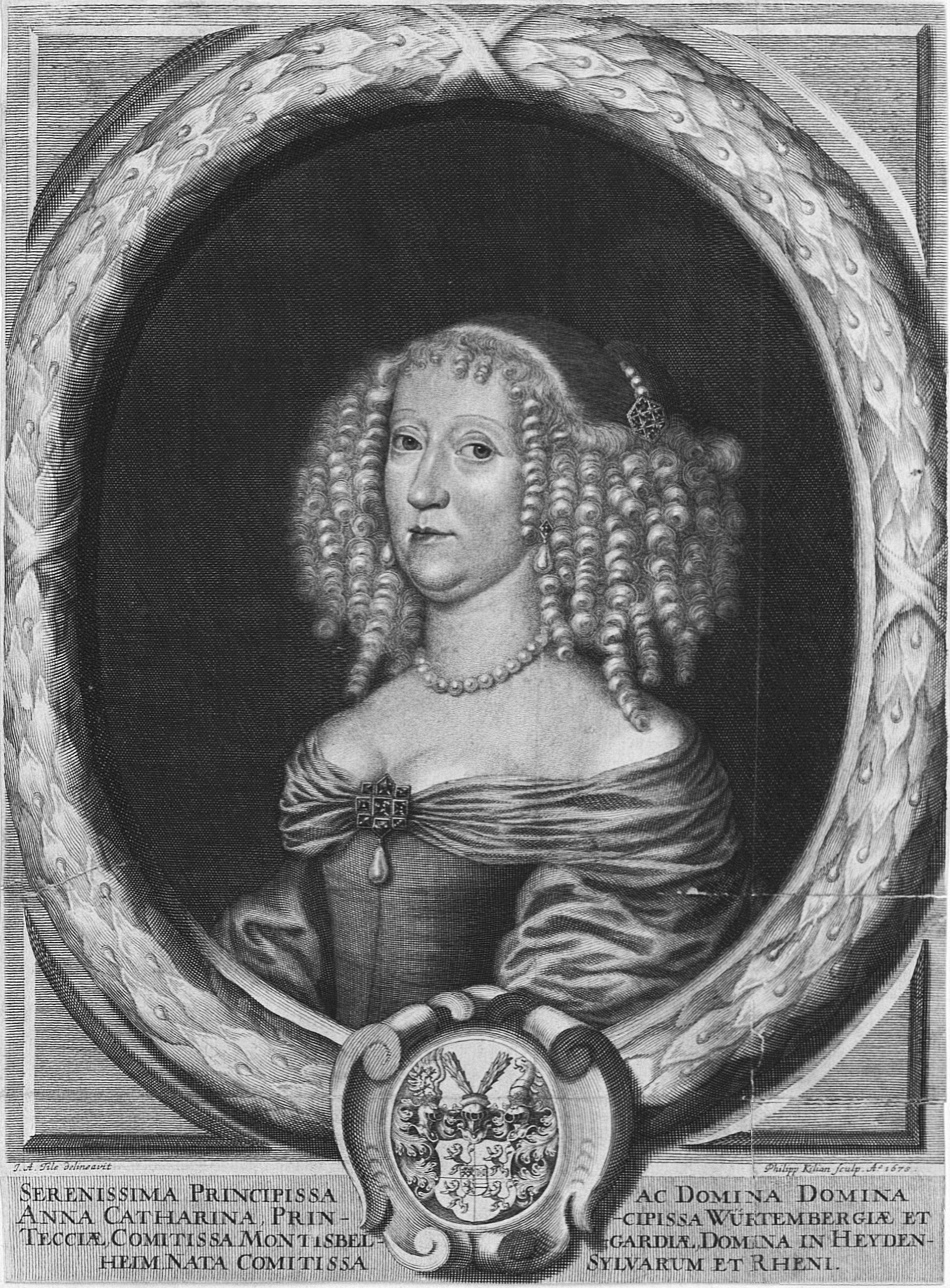
Anna Katharina Dorothea von Salm-Kyrburg, Stich von Bartholomäus Kilian

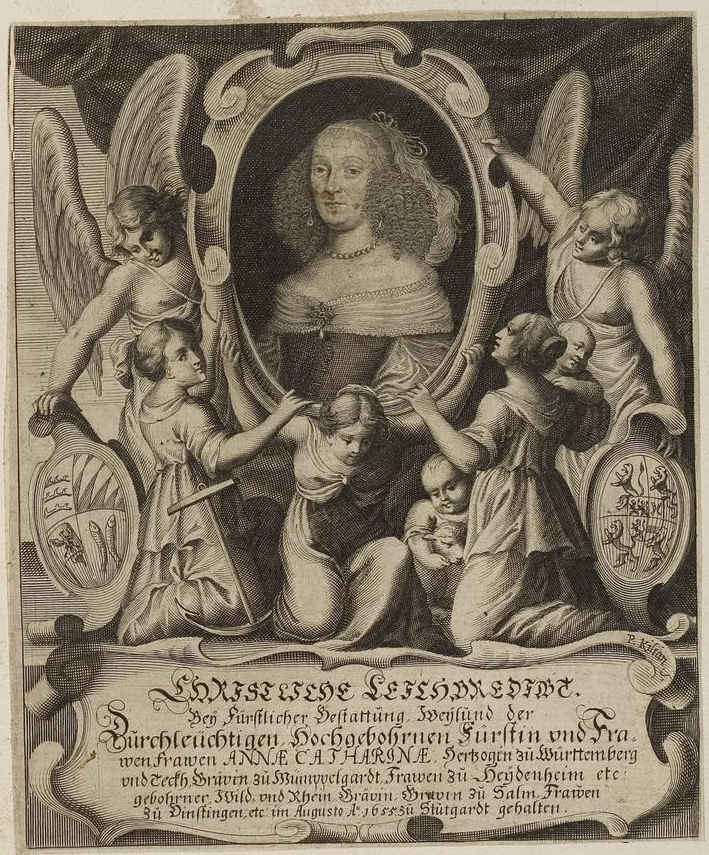
Darstellung um 1655

 Anna Katharina Dorothea von Salm-Kyrburg (* 27. Januar 1614 in Finstingen; † 27. Juni 1655 in Stuttgart) wurde durch die Heirat mit Herzog Eberhard III. von Württemberg (1614–1674) Herzogin von Württemberg.

## Leben
Sie wurde als älteste überlebende Tochter von Graf Johann Kasimir von Salm-Kyrburg (1577–1651), einem Feldherrn in schwedischen Diensten und jüngeren Bruder des regierenden Wild- und Rheingrafen Johann IX. von Kyrburg-Mörchingen, und seiner Frau Gräfin Dorothea zu Solms-Laubach (1579–1631) in Finstingen geboren. Als Militär im Dreißigjährigen Krieg war er mit seiner Familie öfter auf der Flucht. Ab 1635 hielt sich die Familie in Straßburg auf.
Nach der Niederlage der Protestanten in der Schlacht bei Nördlingen vom 6. September 1634 wurde Württemberg geplündert und gebrandschatzt. Herzog Eberhard floh mit seinem Hofstaat ins Exil nach Straßburg. Dort lernte er Anna Katharina kennen und heiratete sie am 26. Februar 1637. Die Eheschließung wurde von den Zeitgenossen sehr kritisch gesehen, weil sie im Hinblick auf den Kaiser politisch unklug und im Hinblick auf die Herkunft der Braut gerade noch standesgemäß erschien. Auch die Geburt des ersten Kindes bereits Anfang September war geeignet, weiteres Aufsehen zu erregen. Am 30. Oktober 1638 zog der Hof wieder in Stuttgart ein.

## Nachkommen
Aus der Ehe mit Herzog Eberhardt gingen die folgenden Kinder hervor:
- Johann Friedrich von Württemberg (* 9. September 1637 in Straßburg; † 2. August 1659 in London)
- Ludwig Friedrich von Württemberg (* 2. November 1638 in Straßburg; † 18. Januar 1639 in Stuttgart)
- Christian Eberhard von Württemberg (* 29. November 1639 in Stuttgart; †  23. März 1640 ebenda)
- Eberhard von Württemberg (* 12. Dezember 1640 in Stuttgart; † 24. Februar 1641 ebenda)
- Sophie Luise von Württemberg (* 19. Februar 1642 in Stuttgart; † 3. Oktober 1702 in Bayreuth) – verheiratet mit Markgraf Christian Ernst von Bayreuth (1644–1712)
- Dorothea Amalie von Württemberg (* 13. Februar 1643 in Kirchheim unter Teck; † 27. März 1650 in Stuttgart)
- Christine Friederike von Württemberg (* 28. Februar 1644 in Stuttgart; † 30. Oktober 1674 ebenda) – verheiratet mit Fürst Albrecht Ernst I. von Oettingen-Oettingen (1642–1683)
- Christine Charlotte von Württemberg (* 21. Oktober 1645 in Stuttgart; † 16. Mai 1699 in Bruchhausen-Vilsen) – verheiratet mit Fürst Georg Christian von Ostfriesland (1634–1665)
- Wilhelm Ludwig von Württemberg (* 7. Januar 1647 in Stuttgart; † 23. Juni 1677 in Hirsau), 9. Herzog von Württemberg
- Anna Katherine von Württemberg (* 27. November 1648 in Stuttgart; † 10. November 1691 in Aurich)
- Karl Christoph von Württemberg (* 28. Januar 1650 in Stuttgart; † 2. Juni 1650 ebenda)
- Eberhardine Catharine von Württemberg (* 12. April 1651 in Stuttgart; † 19. August 1683 in Oettingen) – verheiratet mit Fürst Albrecht Ernst I. von Oettingen-Oettingen (1642–1683)
- Friedrich Karl von Württemberg-Winnental (* 12. September 1652 in Stuttgart; † 20. Dezember 1698 in Stuttgart) – verheiratet mit Eleonore Juliane von Brandenburg-Ansbach (1663–1724)
- Karl Maximilian von Württemberg (* 28. September 1654 in Stuttgart; † 9. Januar 1689 in Vaihingen)